# Peter Stamm

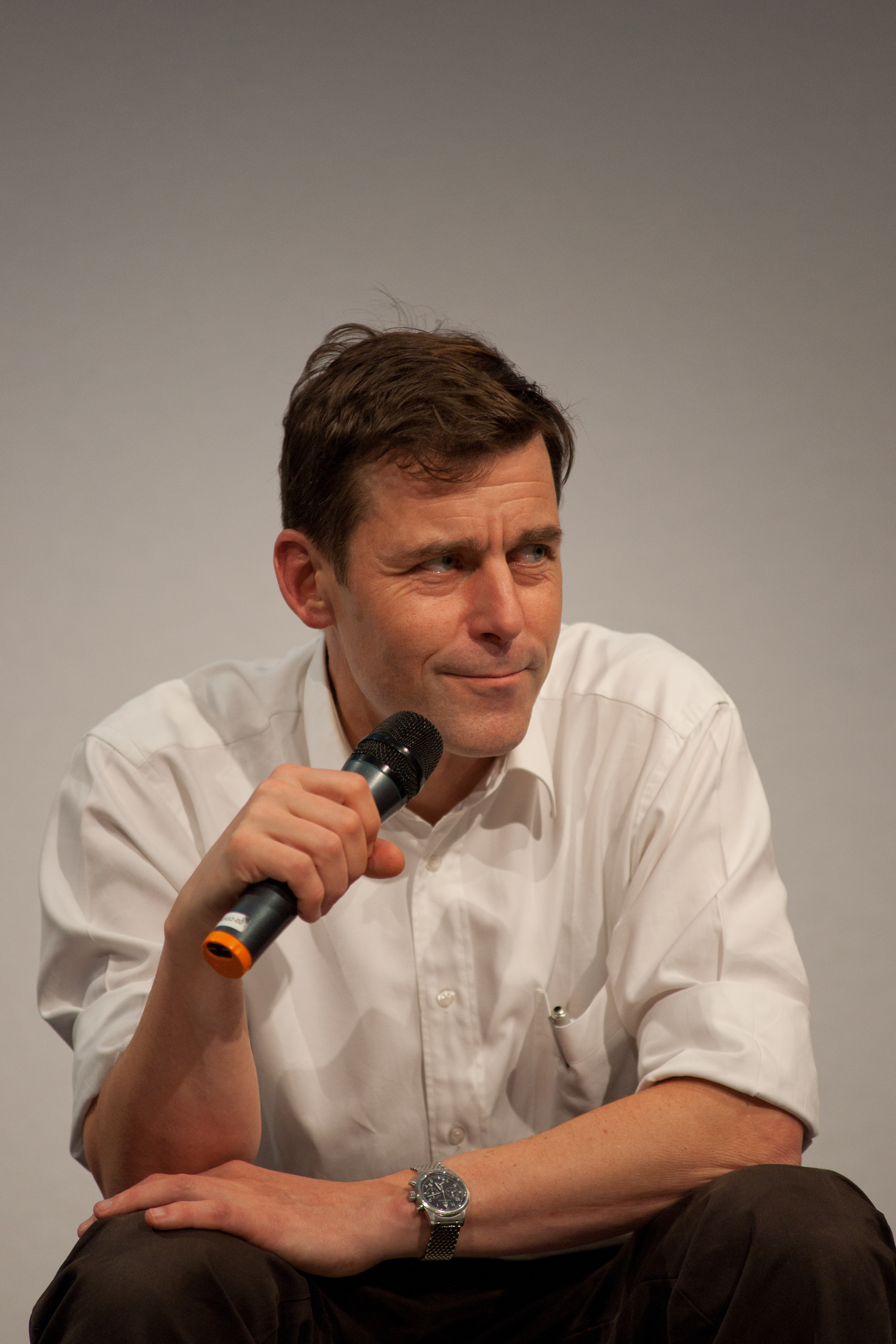
Peter Stamm (2012).

Peter Stamm (Münsterlingen, 18 de enero de 1963) es un escritor suizo.

## Biografía
Hijo de un contador público, se crio junto con tres hermanos en Weinfelden. Entre 1979 y 1982 se formó como comercial y desempeñó trabajos como el de su padre.
Sus primeros intentos literarios fueron rechazados y no encontró editorial para sus tres primeras novelas. Su cuarta novela, Agnes, que empezó a escribir con veintinueve años, fue publicada por primera vez seis años después. Estudió medio año de filología inglesa en la Universidad de Zúrich en el año 1987, y luego se fue a vivir a Nueva York donde cambió sus estudios por los de psicología, psicopatología e informática. Además fue pasante en varias clínicas. Abandonó sus estudios de psicología para dedicarse a la literatura.
Después de largas estancias en Nueva York, París y Escandinavia se estableció en 1990 en Winterthur, donde trabajó sobre todo como periodista. Trabajo en distintas publicaciones como Neue Zürcher Zeitung, Tages-Anzeiger, Weltwoche o Nebelspalter. A partir de 1997 pasó a formar parte de la redacción de la revista literaria Entwürfe. Tras el éxito de su primer libro y de sus siguientes obras empezó a arrinconar su trabajo de periodista para dedicarse de lleno a la literatura. Desde 2003 es miembro de la asociación Autoras y Autores de Suiza.

## Obra
Peter Stamm escribe prosa, teatro y radioteatro. Se caracteriza por un poseer un estilo distante y sencillo, compuesto por oraciones principales cortas, casi siempre carentes de adjetivos destinados a embellecer, metáforas y comparaciones. El propio Stamm define su estilo como una reducción repetida de los escritos.
Escribe, según sus propias palabras, sobre «personas y las relaciones entre personas». Sus temas recurrentes son la imposibilidad de amar, las distintas posibilidades de relaciones amorosas, lejanía y distancia y la relación entre imagen y realidad.
Con su tercera novela, Tal día como hoy, abandonó la editorial Arche Verlag por la editorial S. Fischer Verlag. Anteriormente, y al contrario que otros autores suizos, vendía cinco veces más en Alemania que en su país.

## Reconocimientos
- 1998 Premio honorífico del cantón de Zúrich
- 1999 Rauriser Literaturpreis
- 2000 Rheingau Literatur Preis
- 2000 2. Hörspielpreis der Stiftung Radio Basel
- 2001 Premio honorífico de la ciudad de Zúrich
- 2002 Preis der Schweizerischen Schillerstiftung
- 2002 Preis der Winterthurer Carl Heinrich Ernst-Kunststiftung
- 2003 Kulturpreis der Stadt Winterthur
- 2003 Thurgauer Kulturpreis
- 2008 Förderpreis des Kantons Thurgau
- 2011 Alemannischer Literaturpreis
- 2012 Bodensee-Literaturpreis
- 2013 Mainzer Stadtschreiber
- 2013 nominado al Premio Booker
- 2014 Premio Friedrich Hölderlin de la ciudad de Bad Homburg vor der Höhe

## Obra

### Prosa
- Alles über den Mann (1995)
- Gotthard. Die steinerne Seele der Schweiz (1997)
- Agnes (1998)
- Lluvia de hielo (1999)
- Paisaje aproximado (2001)
- Grace (2001)
- En jardines ajenos (2003)
- Por qué vivimos a las afueras de la ciudad (2005)
- Tal día como hoy (2006)
- Los voladores (2008)
- Heidi (2008)
- Siete años (2009)
- A espaldas del lago (2011)
- Der schweizerische Robinson (2012)
- Noche es el día (2013)
- Der Lauf der Dinge (2014)
- Monte a través (2016)
- Marcia de Vermont (2019)

### Teatro
- Fremd gehen (1995)
- Die Planung des Planes (2001)
- Après Soleil oder Wen der Wind zur Insel trägt (2003)
- Der Kuss des Kohaku (2004)
- Die Töchter von Taubenhain (2004)

### Radioteatro
- Ich und die anderen (1991)
- Die Nacht der Gewohnheiten (1993)
- In Vitro (1994)
- Der letzte Autofahrer (1995)
- Bildnis eines Knaben mit Peitsche (1995)
- Ableben (1997)
- Agnes (1997)
- Nachtkampf oder die Kunst des Tee-Wegs (1999)
- Werum mer vor de Schtadt wohned (1999)
- Passion (2000)
- Was wir können (2000)
- Blitzeis (2001)
- Das Schweigen der Blumen (2004)
- Der Kuss des Kohaku (2005)
- Treibgut (2005)

### Audiolibros
- Warum wir vor der Stadt wohnen (2005)
- Sieben Jahre (2009)

### Edición
- Diensttage. Schweizer Schriftsteller und ihr Militär (2003)

### Traducciones
- Susan Musgrave: Träum dir eine Badewanne. (2002)